# Severo Aguilar
Severo Aguilar Gabriel (Colquechaca, Bolivia; 11 de marzo de 1975) es un político y sindicalista boliviano que se desempeñó como miembro uninominal de la Cámara de Diputados de Potosí en representación de la circunscripción 41 de 2010 a 2015. 
Miembro del Movimiento al Socialismo anteriormente se desempeñó como miembro uninominal de la Asamblea Constituyente de Potosí en representación de la misma circunscripción de 2006 a 2007. De etnia quechua, Aguilar fue un destacado líder campesino en la provincia de Chayanta y fue secretario ejecutivo del Centro Seccional de Colquechaca a principios de la década de 2000.

## Primeros años y carrera
De etnia quechua, Severo Aguilar nació el 11 de marzo de 1975 de Crisóstomo Aguilar y Felipa Gabriel, una familia campesina originaria de Futina, una pequeña aldea situada en el norte de la provincia de Chayanta en Potosí, una de las regiones más pobres y aisladas del país. Aguilar pasó su infancia en la pobreza rural trabajando en la agricultura y la ganadería. Huérfano alrededor de los trece años, Aguilar se mudó a Pocoata, asistiendo brevemente a la escuela primaria local antes de mudarse a Llallagua donde completóeducación secundaria y cumplió su término de servicio militar obligatorio. Al poco tiempo de graduarse viajó a la Argentina donde pasó un año cosechando la cosecha de tabaco y tomate, posteriormente se instaló en Santa Cruz por un tiempo.
Al regresar a Potosí en 2001 se dedicó a promover el compromiso cívico en su comunidad, impulsando una mayor asignación de recursos a favor de obras públicas y otros proyectos de infraestructura. A partir de ahí, Aguilar se elevó rápidamente como un destacado líder campesino local. En enero de 2002 fue designado como secretario ejecutivo del Centro Seccional de Colquechaca, asumiendo las demandas de todo el movimiento campesino de todo el municipio. 
Durante el conflicto del gas de 2003 encabezó movilizaciones contra el gobierno de Gonzalo Sánchez de Lozada, rechazando la venta de gas natural a Chile y llamando a la convocatoria de una asamblea constituyente para reformar la Constitución, dos demandas que resultaron exitosas en los años siguientes.

## Carrera política
En 2006 en representación de la Central Sindical Unificada de Trabajadores Indígenas y Ayllus de la Provincia de Chayanta, Aguilar fue postulado para un escaño en la recién formada Asamblea Constituyente. Junto a Irma Mamani, la pareja fue cómodamente elegida para representar a la circunscripción 41 en representación del Movimiento al Socialismo. Para Aguilar, cuya comunidad rural carecía de servicios de transporte público, el viaje a la sede de la Asamblea Constituyente en Sucre requirió una caminata de cuatro horas a través de las colinas antes de que un camión finalmente lo llevara el resto del camino. Como miembro de la Comisión de Autonomías de la Asamblea Constituyente impulsó la implementación de un amplio sistema de autogobierno indígena, incluido el reconocimiento estatal del derecho consuetudinario indígena y el control sobre los recursos naturales situados en tierras indígenas. 
A lo largo de la existencia de la Asamblea Constituyente el prolongado estancamiento procesal y el debate limitado dificultaron que la mayoría de los electores proyectaran una imagen nacional, lo que llevó a pocos a continuar sus carreras políticas luego de su cierre. Aguilar estuvo entre aproximadamente una décima parte que lo hizo, y las bases del partido en su región de origen lo nominaron para buscar un escaño en la Cámara de Diputados luego de la conclusión de su mandato como constituyente. En las elecciones generales de 2009 se presentó nuevamente en la circunscripción 41 y fue elegido por uno de los márgenes más amplios de todo el ciclo electoral alcanzando casi el noventa por ciento del voto popular. Como diputado buscó coordinar su trabajo con las administraciones municipales para atender directamente sus necesidades. Impulsó la asignación de recursos públicos a favor de la agricultura, la ampliación de la educación rural y la construcción de infraestructura destinada a combatir las consecuencias del cambio climático.